# Lista över insjöar i Sverige med namn som slutar med -ingen

Spridning av sjöar med namn som slutar på -ingen i Sverige

Lista över insjöar i Sverige med artikel på Wikipedia som slutar på -ingen (194 stycken), med undantag för -hörningen, -lingen och -ringen:

## -lingen
- Arvlingen, sjö i Smedjebackens kommun och Dalarna 60°12′53″N 15°40′09″Ö / 60.21460°N 15.66930°Ö
- Dällingen, sjö i Växjö kommun och Småland 57°01′22″N 15°05′51″Ö / 57.02267°N 15.09756°Ö
- Härbillingen, sjö i Falkenbergs kommun och Halland 56°58′00″N 12°44′06″Ö / 56.96660°N 12.73510°Ö
- Femlingen, sjö i Alvesta kommun och Småland 56°33′42″N 14°25′22″Ö / 56.56169°N 14.42274°Ö
- Filingen, sjö i Hultsfreds kommun och Småland 57°32′54″N 16°00′07″Ö / 57.54821°N 16.00195°Ö
- Gulingen, sjö i Valdemarsviks kommun och Småland 58°07′54″N 16°29′54″Ö / 58.13153°N 16.49822°Ö
- Hallingen, sjö i Vaggeryds kommun och Småland 57°32′21″N 13°59′51″Ö / 57.53927°N 13.99763°Ö
- Hulingen, sjö i Hultsfreds kommun och Småland 57°27′51″N 15°52′10″Ö / 57.46421°N 15.86937°Ö
- Hyllingen, sjö i Aneby kommun och Småland 57°50′41″N 14°50′28″Ö / 57.84476°N 14.84120°Ö
- Hällingen, Småland, sjö i Valdemarsviks kommun och Småland 58°10′53″N 16°32′32″Ö / 58.18139°N 16.54236°Ö
- Häpplingen, sjö i Vaggeryds kommun och Småland 57°31′55″N 14°00′20″Ö / 57.53202°N 14.00550°Ö
- Islingen, Småland, sjö i Aneby kommun och Småland 57°55′40″N 14°52′20″Ö / 57.92778°N 14.87222°Ö
- Lilla Vällingen, sjö i Sävsjö kommun och Småland 57°11′26″N 14°32′43″Ö / 57.19067°N 14.54520°Ö
- Skulingen, sjö i Alvesta kommun och Småland 56°41′31″N 14°32′00″Ö / 56.69202°N 14.53320°Ö
- Stora Vällingen, sjö i Sävsjö kommun och Småland 57°11′15″N 14°32′03″Ö / 57.18741°N 14.53423°Ö
- Södra Kulingen, sjö i Sävsjö kommun och Småland 57°09′30″N 14°23′55″Ö / 57.15831°N 14.39855°Ö
- Tyllingen, Småland, sjö i Västerviks kommun och Småland 58°03′44″N 16°15′48″Ö / 58.06229°N 16.26344°Ö
- Killingen, sjö i Lerums kommun och Västergötland 57°49′06″N 12°16′48″Ö / 57.81845°N 12.28006°Ö
- Smörsömlingen, sjö i Trollhättans kommun och Västergötland 58°12′17″N 12°13′21″Ö / 58.20486°N 12.22256°Ö
- Vilingen, sjö i Tranemo kommun och Västergötland 57°22′14″N 13°17′34″Ö / 57.37045°N 13.29272°Ö
- Börlingen, sjö i Eksjö kommun och Östergötland 57°42′32″N 15°24′42″Ö / 57.70883°N 15.41166°Ö
- Ecklingen, Östergötland, sjö i Finspångs kommun och Östergötland 58°46′08″N 15°49′37″Ö / 58.76885°N 15.82695°Ö
- Fyllingen, Östergötland, sjö i Kinda kommun och Östergötland 57°57′36″N 15°44′21″Ö / 57.96002°N 15.73915°Ö
- Horvlingen, sjö i Söderköpings kommun och Östergötland 58°21′00″N 16°12′12″Ö / 58.35006°N 16.20328°Ö
- Hövlingen, sjö i Söderköpings kommun och Östergötland 58°22′36″N 16°06′23″Ö / 58.37654°N 16.10650°Ö
- Iglingen, sjö i Norrköpings kommun och Östergötland 58°37′34″N 15°50′19″Ö / 58.62602°N 15.83874°Ö
- Nedre Fölingen, sjö i Kinda kommun och Östergötland 57°58′40″N 15°34′16″Ö / 57.97778°N 15.57113°Ö
- Nedre Ripplingen, sjö i Finspångs kommun och Östergötland 58°45′53″N 15°55′19″Ö / 58.76476°N 15.92182°Ö
- Stora Nylingen, sjö i Finspångs kommun och Östergötland 58°51′08″N 16°05′46″Ö / 58.85229°N 16.09605°Ö
- Övre Fölingen, sjö i Kinda kommun och Östergötland 57°59′58″N 15°30′45″Ö / 57.99947°N 15.51247°Ö
- Övre Ripplingen, sjö i Finspångs kommun och Östergötland 58°45′15″N 15°56′24″Ö / 58.75415°N 15.94010°Ö
- Grävlingen, sjö i Lilla Edets kommun och Bohuslän 58°16′13″N 12°05′24″Ö / 58.27017°N 12.09009°Ö
- Medjolingen, sjö i Lilla Edets kommun och Bohuslän 58°07′00″N 12°02′03″Ö / 58.11657°N 12.03428°Ö
- Skimlingen, sjö i Uddevalla kommun och Bohuslän 58°13′08″N 12°00′51″Ö / 58.21878°N 12.01406°Ö
- Kullingen, sjö i Färgelanda kommun och Dalsland 58°45′15″N 12°09′44″Ö / 58.75426°N 12.16214°Ö
- Mäfällingen, sjö i Dals-Eds kommun och Dalsland 59°00′36″N 11°50′32″Ö / 59.00993°N 11.84225°Ö
- Lilla Frillingen, sjö i Nyköpings kommun och Södermanland 58°50′09″N 17°21′20″Ö / 58.83596°N 17.35559°Ö
- Silingen, sjö i Flens kommun och Södermanland 59°01′06″N 16°33′26″Ö / 59.01840°N 16.55720°Ö
- Stora Frillingen, sjö i Nyköpings kommun och Södermanland 58°50′28″N 17°21′08″Ö / 58.84121°N 17.35236°Ö
- Valingen, sjö i Flens kommun och Södermanland 59°05′56″N 16°52′20″Ö / 59.09897°N 16.87218°Ö
- Vällingen, Södermanland, sjö i Nykvarns kommun och Södermanland 59°08′12″N 17°30′02″Ö / 59.13664°N 17.50054°Ö
- Dimlingen, sjö i Lekebergs kommun och Närke 59°12′13″N 14°35′46″Ö / 59.20364°N 14.59607°Ö
- Lill-Trysslingen, sjö i Laxå kommun och Närke 59°05′08″N 14°30′53″Ö / 59.08560°N 14.51475°Ö
- Lilla Billingen, Närke, sjö i Askersunds kommun och Närke 58°51′05″N 15°09′57″Ö / 58.85148°N 15.16590°Ö
- Lilla Röllingen, sjö i Askersunds kommun och Närke 58°53′58″N 14°57′20″Ö / 58.89937°N 14.95562°Ö
- Norr-Gässlingen, sjö i Lekebergs kommun och Närke 59°13′11″N 14°34′01″Ö / 59.21979°N 14.56695°Ö
- Stora Billingen, Närke, sjö i Askersunds kommun och Närke 58°50′57″N 15°10′02″Ö / 58.84906°N 15.16716°Ö
- Stora Röllingen, sjö i Askersunds kommun och Närke 58°53′47″N 14°56′40″Ö / 58.89633°N 14.94442°Ö
- Stora Trysslingen, sjö i Laxå kommun och Närke 59°04′16″N 14°28′51″Ö / 59.07117°N 14.48077°Ö
- Sör-Gässlingen, sjö i Lekebergs kommun och Närke 59°12′34″N 14°34′14″Ö / 59.20950°N 14.57065°Ö
- Tysslingen, sjö i Örebro kommun och Närke 59°18′30″N 15°02′43″Ö / 59.30821°N 15.04533°Ö
- Besslingen, sjö i Lindesbergs kommun och Västmanland 59°30′08″N 15°16′27″Ö / 59.50226°N 15.27404°Ö
- Gällingen, Västmanland, sjö i Lindesbergs kommun och Västmanland 59°29′28″N 15°23′54″Ö / 59.49121°N 15.39830°Ö
- Hillingen, sjö i Sala kommun och Västmanland 60°01′03″N 16°40′00″Ö / 60.01755°N 16.66671°Ö
- Hällingen, Västmanland, sjö i Norbergs kommun och Västmanland 60°00′50″N 16°01′25″Ö / 60.01380°N 16.02368°Ö
- Kylingen, sjö i Sala kommun och Västmanland 59°58′43″N 16°22′20″Ö / 59.97857°N 16.37233°Ö
- Lefelingen, sjö i Surahammars kommun och Västmanland 59°51′01″N 15°58′03″Ö / 59.85025°N 15.96749°Ö
- Lilla Klingen, sjö i Norbergs kommun och Västmanland 60°02′06″N 16°10′54″Ö / 60.03508°N 16.18169°Ö
- Lilla Tillingen, sjö i Sala kommun och Västmanland 59°48′12″N 16°16′05″Ö / 59.80332°N 16.26799°Ö
- Lilla Tvillingen, sjö i Fagersta kommun och Västmanland 59°54′31″N 15°53′38″Ö / 59.90849°N 15.89378°Ö
- Skillingen (Karbennings socken, Västmanland), sjö i Norbergs kommun och Västmanland 60°01′04″N 15°59′23″Ö / 60.01771°N 15.98982°Ö
- Skillingen (Linde socken, Västmanland), sjö i Lindesbergs kommun och Västmanland 59°32′39″N 15°23′09″Ö / 59.54404°N 15.38582°Ö
- Skrovlingen, sjö i Lindesbergs kommun och Västmanland 59°32′19″N 15°21′49″Ö / 59.53850°N 15.36361°Ö
- Stora Grävlingen, sjö i Lindesbergs kommun och Västmanland 59°45′32″N 15°16′13″Ö / 59.75878°N 15.27032°Ö
- Stora Klingen, sjö i Norbergs kommun och Västmanland 60°01′28″N 16°11′09″Ö / 60.02448°N 16.18588°Ö
- Stora Tillingen, sjö i Sala kommun och Västmanland 59°48′09″N 16°15′36″Ö / 59.80263°N 16.25996°Ö
- Stora Tvillingen, sjö i Fagersta kommun och Västmanland 59°54′23″N 15°53′55″Ö / 59.90633°N 15.89860°Ö
- Värlingen, sjö i Norbergs kommun och Västmanland 60°05′50″N 16°00′45″Ö / 60.09711°N 16.01237°Ö
- Örlingen, sjö i Filipstads kommun och Västmanland 59°52′19″N 14°25′59″Ö / 59.87192°N 14.43296°Ö
- Kölingen, sjö i Sigtuna kommun och Uppland 59°40′23″N 17°45′52″Ö / 59.67301°N 17.76451°Ö
- Mysslingen, sjö i Österåkers kommun och Uppland 59°32′09″N 18°21′52″Ö / 59.53587°N 18.36441°Ö
- Tvigölingen, sjö i Uppsala kommun och Uppland 60°04′43″N 17°23′30″Ö / 60.07871°N 17.39179°Ö
- Villingen, Uppland, sjö i Heby kommun och Uppland 60°04′48″N 16°43′25″Ö / 60.08009°N 16.72367°Ö
- Billingen, Värmland, sjö i Arvika kommun och Värmland 59°31′55″N 12°48′02″Ö / 59.53183°N 12.80060°Ö
- Lilla Villingen, sjö i Karlskoga kommun och Värmland 59°17′15″N 14°42′28″Ö / 59.28749°N 14.70785°Ö
- Mellan-Hässlingen, sjö i Torsby kommun och Värmland 60°19′38″N 12°52′32″Ö / 60.32714°N 12.87552°Ö
- Mellanömlingen, sjö i Torsby kommun och Värmland 60°10′20″N 13°10′11″Ö / 60.17212°N 13.16983°Ö
- Nisslingen, sjö i Filipstads kommun och Värmland 59°42′11″N 14°21′37″Ö / 59.70300°N 14.36030°Ö
- Norra Gräsgässlingen, sjö i Degerfors kommun och Värmland 59°13′58″N 14°35′52″Ö / 59.23283°N 14.59766°Ö
- Norra Grävlingen, sjö i Kils kommun och Värmland 59°38′07″N 13°06′17″Ö / 59.63538°N 13.10476°Ö
- Norra Hässlingen, sjö i Torsby kommun och Värmland 60°20′20″N 12°52′23″Ö / 60.33876°N 12.87303°Ö
- Norra Ömlingen, sjö i Torsby kommun och Värmland 60°10′53″N 13°09′54″Ö / 60.18136°N 13.16512°Ö
- Stor-Hässlingen, sjö i Torsby kommun och Värmland 60°18′41″N 12°52′07″Ö / 60.31145°N 12.86860°Ö
- Stora Villingen, sjö i Karlskoga kommun och Värmland 59°17′01″N 14°42′08″Ö / 59.28367°N 14.70218°Ö
- Södra Gräsgässlingen, sjö i Degerfors kommun och Värmland 59°13′46″N 14°35′28″Ö / 59.22936°N 14.59113°Ö
- Södra Grävlingen, sjö i Kils kommun och Värmland 59°37′29″N 13°06′51″Ö / 59.62470°N 13.11430°Ö
- Östra Ömlingen, sjö i Hagfors kommun och Värmland 60°10′07″N 13°11′09″Ö / 60.16848°N 13.18580°Ö
- Billingen, Dalarna, sjö i Falu kommun och Dalarna 60°34′31″N 15°24′30″Ö / 60.57515°N 15.40842°Ö
- Brillingen, sjö i Avesta kommun och Dalarna 60°10′16″N 16°20′43″Ö / 60.17112°N 16.34537°Ö
- Bryllingen, sjö i Hedemora kommun och Dalarna 60°15′32″N 15°48′13″Ö / 60.25883°N 15.80350°Ö
- Gyllingen, sjö i Leksands kommun och Dalarna 60°36′39″N 14°54′35″Ö / 60.61097°N 14.90986°Ö
- Gällingen, Dalarna, sjö i Ludvika kommun och Dalarna 60°04′15″N 14°32′47″Ö / 60.07090°N 14.54630°Ö
- Häglingen, sjö i Hedemora kommun och Dalarna 60°35′43″N 16°07′38″Ö / 60.59519°N 16.12722°Ö
- Hävlingen, sjö i Älvdalens kommun och Dalarna 62°11′58″N 12°22′59″Ö / 62.19945°N 12.38295°Ö
- Lilla Dyllingen, sjö i Hedemora kommun och Dalarna 60°11′12″N 15°51′20″Ö / 60.18675°N 15.85559°Ö
- Lilla Malingen, sjö i Ludvika kommun och Dalarna 60°21′19″N 14°52′28″Ö / 60.35537°N 14.87450°Ö
- Lilla Skällingen, sjö i Hedemora kommun och Dalarna 60°29′22″N 16°16′09″Ö / 60.48950°N 16.26916°Ö
- Morällingen, sjö i Malung-Sälens kommun och Dalarna 60°43′07″N 13°21′54″Ö / 60.71865°N 13.36489°Ö
- Nedre Klingen, sjö i Säters kommun och Dalarna 60°28′32″N 15°52′49″Ö / 60.47547°N 15.88039°Ö
- Niställingen, sjö i Malung-Sälens kommun och Dalarna 60°43′52″N 13°25′53″Ö / 60.73107°N 13.43142°Ö
- Nässmälingen, sjö i Falu kommun och Dalarna 60°42′55″N 15°26′56″Ö / 60.71527°N 15.44901°Ö
- Rappsmälingen, sjö i Falu kommun och Dalarna 60°43′15″N 15°28′00″Ö / 60.72097°N 15.46653°Ö
- Rällingen, sjö i Hedemora kommun och Dalarna 60°27′55″N 16°01′56″Ö / 60.46525°N 16.03214°Ö
- Skysslingen, sjö i Hedemora kommun och Dalarna 60°28′53″N 16°10′01″Ö / 60.48137°N 16.16702°Ö
- Stora Dyllingen, sjö i Hedemora kommun och Dalarna 60°10′53″N 15°51′00″Ö / 60.18128°N 15.84999°Ö
- Stora Illingen, sjö i Borlänge kommun och Dalarna 60°35′50″N 15°23′43″Ö / 60.59719°N 15.39519°Ö
- Stora Malingen, sjö i Ludvika kommun och Dalarna 60°21′04″N 14°51′49″Ö / 60.35099°N 14.86375°Ö
- Stora Skällingen, sjö i Hedemora kommun och Dalarna 60°28′51″N 16°13′51″Ö / 60.48092°N 16.23084°Ö
- Tyllingen, Dalarna, sjö i Hedemora kommun och Dalarna 60°27′22″N 16°02′39″Ö / 60.45598°N 16.04426°Ö
- Villingen, Dalarna, sjö i Hedemora kommun och Dalarna 60°23′50″N 16°16′00″Ö / 60.39733°N 16.26658°Ö
- Västra Lillingen, sjö i Älvdalens kommun och Dalarna 61°40′05″N 12°26′33″Ö / 61.66812°N 12.44252°Ö
- Yllingen, sjö i Smedjebackens kommun och Dalarna 60°14′20″N 15°32′55″Ö / 60.23901°N 15.54861°Ö
- Örklingen, sjö i Mora kommun och Dalarna 60°49′42″N 14°08′32″Ö / 60.82831°N 14.14228°Ö
- Östra Lillingen, sjö i Älvdalens kommun och Dalarna 61°40′38″N 12°27′45″Ö / 61.67714°N 12.46252°Ö
- Övre Klingen, sjö i Falu kommun och Dalarna 60°28′58″N 15°49′53″Ö / 60.48276°N 15.83149°Ö
- Gässlingen, Gästrikland, sjö i Hofors kommun och Gästrikland 60°35′37″N 16°11′37″Ö / 60.59367°N 16.19363°Ö
- Islingen, Gästrikland, sjö i Ockelbo kommun och Gästrikland 60°47′23″N 16°43′40″Ö / 60.78959°N 16.72773°Ö
- Lilla Häglingen, sjö i Hofors kommun och Gästrikland 60°35′05″N 16°10′27″Ö / 60.58466°N 16.17419°Ö
- Tysslingen, Gästrikland, sjö i Sandvikens kommun och Gästrikland 60°17′35″N 16°35′50″Ö / 60.29310°N 16.59727°Ö
- Vällingen, Gästrikland, sjö i Sandvikens kommun och Gästrikland 60°43′11″N 16°43′06″Ö / 60.71973°N 16.71822°Ö
- Asslingen, sjö i Härjedalens kommun och Hälsingland 61°52′53″N 14°59′37″Ö / 61.88147°N 14.99367°Ö
- Ecklingen, Hälsingland, sjö i Bollnäs kommun och Hälsingland 61°15′52″N 16°13′24″Ö / 61.26451°N 16.22330°Ö
- Gisslingen, sjö i Söderhamns kommun och Hälsingland 61°08′03″N 16°52′34″Ö / 61.13430°N 16.87622°Ö
- Gässlingen, Hälsingland, sjö i Ovanåkers kommun och Hälsingland 61°23′06″N 16°10′50″Ö / 61.38506°N 16.18056°Ö
- Hemlingen, sjö i Bollnäs kommun och Hälsingland 61°14′15″N 16°13′26″Ö / 61.23750°N 16.22387°Ö
- Lill-Billingen, sjö i Söderhamns kommun och Hälsingland 61°10′55″N 16°56′45″Ö / 61.18183°N 16.94587°Ö
- Lilla Gillingen, sjö i Ovanåkers kommun och Hälsingland 61°31′11″N 15°25′17″Ö / 61.51973°N 15.42139°Ö
- Lissel-Ecklingen, sjö i Hudiksvalls kommun och Hälsingland 61°46′44″N 16°30′41″Ö / 61.77878°N 16.51143°Ö
- Lissla-Secklingen, sjö i Hudiksvalls kommun och Hälsingland 61°46′54″N 16°25′21″Ö / 61.78172°N 16.42243°Ö
- Lång-Kässlingen, sjö i Söderhamns kommun och Hälsingland 61°11′47″N 16°52′16″Ö / 61.19635°N 16.87107°Ö
- Mellan-Billingen, sjö i Söderhamns kommun och Hälsingland 61°10′50″N 16°55′54″Ö / 61.18052°N 16.93170°Ö
- Rensbillingen, sjö i Ljusdals kommun och Hälsingland 61°51′50″N 15°00′52″Ö / 61.86392°N 15.01447°Ö
- Sellingen, sjö i Ljusdals kommun och Hälsingland 61°45′42″N 15°20′55″Ö / 61.76179°N 15.34850°Ö
- Stor-Ecklingen, sjö i Hudiksvalls kommun och Hälsingland 61°46′08″N 16°28′15″Ö / 61.76884°N 16.47086°Ö
- Stora Gillingen, sjö i Ovanåkers kommun och Hälsingland 61°31′39″N 15°25′31″Ö / 61.52737°N 15.42525°Ö
- Stora Secklingen, sjö i Hudiksvalls kommun och Hälsingland 61°46′40″N 16°26′26″Ö / 61.77769°N 16.44054°Ö
- Storbillingen, sjö i Söderhamns kommun och Hälsingland 61°11′25″N 16°54′34″Ö / 61.19030°N 16.90955°Ö
- Tönnångers-Gisslingen, sjö i Söderhamns kommun och Hälsingland 61°06′47″N 16°52′18″Ö / 61.11297°N 16.87179°Ö
- Villingen, Hälsingland, sjö i Ljusdals kommun och Hälsingland 61°53′58″N 15°34′01″Ö / 61.89937°N 15.56691°Ö
- Västra Gässlingen, sjö i Bollnäs kommun och Hälsingland 61°17′10″N 16°17′11″Ö / 61.28611°N 16.28643°Ö
- Östra Gässlingen, sjö i Bollnäs kommun och Hälsingland 61°17′07″N 16°19′02″Ö / 61.28537°N 16.31719°Ö
- Fillingen, sjö i Härjedalens kommun och Härjedalen 62°20′45″N 13°17′34″Ö / 62.34588°N 13.29279°Ö
- Messlingen, Härjedalen, sjö i Härjedalens kommun och Härjedalen 62°39′38″N 12°51′00″Ö / 62.66042°N 12.84997°Ö
- Målingen, sjö i Härjedalens kommun och Härjedalen 61°57′31″N 14°39′41″Ö / 61.95871°N 14.66130°Ö
- Västra Sicklingen, sjö i Härjedalens kommun och Härjedalen 62°17′30″N 12°44′28″Ö / 62.29180°N 12.74121°Ö
- Östra Sicklingen, sjö i Härjedalens kommun och Härjedalen 62°16′49″N 12°44′57″Ö / 62.28030°N 12.74913°Ö
- Lill-Gräpplingen, sjö i Åre kommun och Jämtland 63°17′35″N 12°52′25″Ö / 63.29292°N 12.87349°Ö
- Länglingen, Jämtland, sjö i Ragunda kommun och Jämtland 63°23′35″N 15°58′12″Ö / 63.39316°N 15.97003°Ö
- Mellan-Hasslingen, sjö i Krokoms kommun och Jämtland 64°01′52″N 14°19′02″Ö / 64.03107°N 14.31727°Ö
- Smalingen, sjö i Åre kommun och Jämtland 63°04′46″N 13°24′04″Ö / 63.07939°N 13.40113°Ö
- Stor-Gräpplingen, sjö i Åre kommun och Jämtland 63°17′05″N 12°53′55″Ö / 63.28464°N 12.89867°Ö
- Stor-Gässlingen, sjö i Bräcke kommun och Jämtland 63°01′51″N 15°10′49″Ö / 63.03077°N 15.18015°Ö
- Stor-Hasslingen, sjö i Krokoms kommun och Jämtland 64°01′57″N 14°16′41″Ö / 64.03255°N 14.27811°Ö
- Svart-Gässlingen, sjö i Bräcke kommun och Jämtland 63°02′18″N 15°11′48″Ö / 63.03838°N 15.19679°Ö
- Svänglingen, sjö i Bräcke kommun och Jämtland 62°58′33″N 14°59′12″Ö / 62.97577°N 14.98670°Ö
- Väster-Märlingen, sjö i Bräcke kommun och Jämtland 62°43′50″N 15°16′59″Ö / 62.73062°N 15.28312°Ö
- Väster-Äcklingen, sjö i Ragunda kommun och Jämtland 63°15′02″N 15°29′08″Ö / 63.25061°N 15.48553°Ö
- Ytter-Gässlingen, sjö i Bräcke kommun och Jämtland 63°00′28″N 15°11′22″Ö / 63.00784°N 15.18933°Ö
- Äcklingen, Jämtland, sjö i Åre kommun och Jämtland 63°45′01″N 12°56′24″Ö / 63.75034°N 12.94006°Ö
- Öster-Hasslingen, sjö i Krokoms kommun och Jämtland 64°01′28″N 14°20′12″Ö / 64.02445°N 14.33665°Ö
- Öster-Märlingen, sjö i Bräcke kommun och Jämtland 62°42′40″N 15°19′18″Ö / 62.71120°N 15.32176°Ö
- Öster-Äcklingen, sjö i Ragunda kommun och Jämtland 63°14′31″N 15°32′02″Ö / 63.24183°N 15.53378°Ö
- Lill-Hemlingen, sjö i Örnsköldsviks kommun och Ångermanland 63°39′39″N 18°27′22″Ö / 63.66077°N 18.45617°Ö
- Skelingen, sjö i Sollefteå kommun och Ångermanland 63°23′41″N 16°36′54″Ö / 63.39473°N 16.61501°Ö

## -ringen
- Järingen, sjö i Örkelljunga kommun och Skåne 56°21′43″N 13°27′23″Ö / 56.36202°N 13.45629°Ö
- Makaringen, sjö i Tingsryds kommun och Småland 56°32′19″N 15°15′13″Ö / 56.53852°N 15.25373°Ö
- Stärringen, sjö i Oskarshamns kommun och Småland 57°20′16″N 16°28′02″Ö / 57.33768°N 16.46712°Ö
- Sättringen, sjö i Gislaveds kommun och Småland 57°11′34″N 13°12′28″Ö / 57.19274°N 13.20784°Ö
- Bjuringen, sjö i Skara kommun och Västergötland 58°24′20″N 13°38′32″Ö / 58.40549°N 13.64223°Ö
- Skäringen, sjö i Svenljunga kommun och Västergötland 57°18′30″N 12°50′08″Ö / 57.30828°N 12.83548°Ö
- Bringen, sjö i Ydre kommun och Östergötland 57°50′50″N 15°25′55″Ö / 57.84734°N 15.43187°Ö
- Uttringen, sjö i Finspångs kommun och Östergötland 58°44′24″N 15°59′14″Ö / 58.74009°N 15.98719°Ö
- Nedre Färingen, sjö i Strömstads kommun och Bohuslän 58°59′00″N 11°16′53″Ö / 58.98325°N 11.28133°Ö
- Övre Faringen, sjö i Strömstads kommun och Bohuslän 58°59′57″N 11°18′19″Ö / 58.99928°N 11.30535°Ö
- Gullringen, Södermanland, sjö i Strängnäs kommun och Södermanland 59°22′58″N 16°58′17″Ö / 59.38279°N 16.97152°Ö
- Lilla Gyringen, sjö i Flens kommun och Södermanland 59°11′35″N 16°32′22″Ö / 59.19311°N 16.53933°Ö
- Nedre Gällringen, sjö i Gnesta kommun och Södermanland 59°06′47″N 17°02′34″Ö / 59.11316°N 17.04284°Ö
- Stora Gyringen, sjö i Eskilstuna kommun och Södermanland 59°12′01″N 16°32′25″Ö / 59.20029°N 16.54019°Ö
- Turingen, Södermanland, sjö i Nykvarns kommun och Södermanland 59°12′51″N 17°26′21″Ö / 59.21419°N 17.43907°Ö
- Övre Gällringen, sjö i Gnesta kommun och Södermanland 59°07′54″N 17°00′23″Ö / 59.13155°N 17.00629°Ö
- Väringen, sjö i Lindesbergs kommun och Västmanland 59°25′42″N 15°22′33″Ö / 59.42840°N 15.37597°Ö
- Skäftringen, sjö i Rättviks kommun och Dalarna 60°55′58″N 15°11′27″Ö / 60.93269°N 15.19077°Ö
- Lilla Aldringen, sjö i Hudiksvalls kommun och Hälsingland 61°58′08″N 16°30′40″Ö / 61.96902°N 16.51124°Ö
- Stora Aldringen, sjö i Hudiksvalls kommun och Hälsingland 61°57′57″N 16°31′42″Ö / 61.96579°N 16.52832°Ö
- Tväringen, sjö i Ljusdals kommun och Hälsingland 62°14′28″N 15°41′39″Ö / 62.24113°N 15.69405°Ö
- Väringen, Hälsingland, sjö i Ockelbo kommun och Hälsingland 61°05′03″N 16°42′09″Ö / 61.08422°N 16.70237°Ö
- Flottringen, sjö i Bräcke kommun och Jämtland 62°39′37″N 15°28′38″Ö / 62.66033°N 15.47710°Ö
- Fyringen, sjö i Strömsunds kommun och Jämtland 63°41′09″N 15°38′19″Ö / 63.68579°N 15.63866°Ö
- Norra Lockringen, sjö i Krokoms kommun och Jämtland 63°57′38″N 14°07′38″Ö / 63.96053°N 14.12710°Ö
- Röringen, sjö i Bräcke kommun och Jämtland 62°56′24″N 15°26′09″Ö / 62.94007°N 15.43595°Ö
- Leringen, sjö i Sundsvalls kommun och Medelpad 62°37′17″N 16°24′05″Ö / 62.62132°N 16.40139°Ö
- Torringen (Attmars socken, Medelpad), sjö i Nordanstigs kommun och Medelpad 62°09′59″N 17°03′42″Ö / 62.16631°N 17.06161°Ö
- Torringen (Borgsjö socken, Medelpad), sjö i Bräcke kommun och Medelpad 62°40′14″N 15°48′47″Ö / 62.67059°N 15.81303°Ö
- Forsås-Ottringen, sjö i Sollefteå kommun och Ångermanland 63°39′45″N 16°20′19″Ö / 63.66238°N 16.33870°Ö
- Selvringen, sjö i Kramfors kommun och Ångermanland 63°04′30″N 18°14′03″Ö / 63.07488°N 18.23405°Ö
- Skiringen, sjö i Kramfors kommun och Ångermanland 62°50′23″N 18°10′42″Ö / 62.83975°N 18.17830°Ö
- Tjärnnäs-Ottringen, sjö i Strömsunds kommun och Ångermanland 63°41′04″N 16°15′16″Ö / 63.68438°N 16.25443°Ö

## Övriga -ingen
- Jämningen, sjö i Osby kommun och Skåne 56°17′51″N 14°18′53″Ö / 56.29763°N 14.31486°Ö
- Tydingen, sjö i Hässleholms kommun och Skåne 56°15′40″N 14°00′18″Ö / 56.26100°N 14.00497°Ö
- Träningen, sjö i Falkenbergs kommun och Halland 57°02′27″N 12°53′03″Ö / 57.04070°N 12.88408°Ö
- Biningen, sjö i Tingsryds kommun och Småland 56°31′08″N 15°18′24″Ö / 56.51890°N 15.30666°Ö
- Borstingen, sjö i Vimmerby kommun och Småland 57°40′37″N 15°55′22″Ö / 57.67689°N 15.92286°Ö
- Dövingen, sjö i Eksjö kommun och Småland 57°42′04″N 15°14′11″Ö / 57.70098°N 15.23648°Ö
- Funningen, Småland, sjö i Vimmerby kommun och Småland 57°38′40″N 16°01′08″Ö / 57.64453°N 16.01888°Ö
- Hunningen, sjö i Vimmerby kommun och Småland 57°45′50″N 16°03′30″Ö / 57.76396°N 16.05822°Ö
- Hyssingen, sjö i Vetlanda kommun och Småland 57°08′11″N 14°58′24″Ö / 57.13641°N 14.97334°Ö
- Hörningen, Småland, sjö i Vimmerby kommun och Småland 57°47′08″N 15°33′51″Ö / 57.78553°N 15.56414°Ö
- Hörtingen, sjö i Eksjö kommun och Småland 57°40′46″N 15°19′04″Ö / 57.67941°N 15.31778°Ö
- Körningen, sjö i Vaggeryds kommun och Småland 57°32′00″N 13°58′32″Ö / 57.53329°N 13.97555°Ö
- Lilla Risingen, sjö i Oskarshamns kommun och Småland 57°20′15″N 16°11′17″Ö / 57.33740°N 16.18814°Ö
- Lådingen, sjö i Vimmerby kommun och Småland 57°36′58″N 15°53′57″Ö / 57.61612°N 15.89924°Ö
- Malmingen (Frödinge socken, Småland), sjö i Vimmerby kommun och Småland 57°43′16″N 15°54′19″Ö / 57.72117°N 15.90522°Ö
- Malmingen (Västra Eds socken, Småland), sjö i Västerviks kommun och Småland 58°03′43″N 16°27′26″Ö / 58.06181°N 16.45723°Ö
- Myingen, sjö i Sävsjö kommun och Småland 57°14′15″N 14°40′41″Ö / 57.23746°N 14.67809°Ö
- Rydingen, sjö i Vetlanda kommun och Småland 57°16′00″N 15°08′46″Ö / 57.26656°N 15.14609°Ö
- Rådingen, sjö i Västerviks kommun och Småland 57°57′50″N 16°09′30″Ö / 57.96395°N 16.15828°Ö
- Römningen, sjö i Älmhults kommun och Småland 56°35′01″N 13°54′10″Ö / 56.58356°N 13.90289°Ö
- Skälvingen, sjö i Vimmerby kommun och Småland 57°41′26″N 15°46′35″Ö / 57.69058°N 15.77637°Ö
- Skärvingen, Småland, sjö i Nässjö kommun och Småland 57°34′47″N 14°50′51″Ö / 57.57974°N 14.84755°Ö
- Steningen, sjö i Älmhults kommun och Småland 56°34′49″N 14°13′53″Ö / 56.58016°N 14.23133°Ö
- Stora Risingen, sjö i Oskarshamns kommun och Småland 57°20′58″N 16°11′29″Ö / 57.34933°N 16.19125°Ö
- Söingen, sjö i Gislaveds kommun och Småland 57°13′20″N 13°23′28″Ö / 57.22218°N 13.39108°Ö
- Tjutingen, sjö i Västerviks kommun och Småland 57°42′55″N 16°33′16″Ö / 57.71514°N 16.55435°Ö
- Tvingen, sjö i Oskarshamns kommun och Småland 57°26′10″N 16°16′50″Ö / 57.43622°N 16.28058°Ö
- Veningen, sjö i Oskarshamns kommun och Småland 57°18′31″N 16°11′52″Ö / 57.30863°N 16.19780°Ö
- Vittingen, Småland, sjö i Aneby kommun och Småland 57°56′47″N 14°53′02″Ö / 57.94628°N 14.88390°Ö
- Ödingen, Småland, sjö i Västerviks kommun och Småland 57°47′58″N 16°26′39″Ö / 57.79933°N 16.44425°Ö
- Östingen, sjö i Hultsfreds kommun och Småland 57°22′09″N 15°59′02″Ö / 57.36928°N 15.98388°Ö
- Övingen, sjö i Sävsjö kommun och Småland 57°14′05″N 14°42′18″Ö / 57.23483°N 14.70500°Ö
- Eningen, sjö i Bollebygds kommun och Västergötland 57°40′30″N 12°44′12″Ö / 57.67509°N 12.73676°Ö
- Hälsingen, sjö i Alingsås kommun och Västergötland 58°01′36″N 12°26′02″Ö / 58.02661°N 12.43402°Ö
- Lilla Krökingen, sjö i Alingsås kommun och Västergötland 57°59′08″N 12°32′07″Ö / 57.98558°N 12.53515°Ö
- Lilla Tofösingen, sjö i Borås kommun och Västergötland 57°34′15″N 12°44′19″Ö / 57.57091°N 12.73852°Ö
- Lilla Tränningen, sjö i Vårgårda kommun och Västergötland 57°52′32″N 12°48′20″Ö / 57.87564°N 12.80552°Ö
- Nybränningen, sjö i Töreboda kommun och Västergötland 58°48′40″N 14°19′31″Ö / 58.81099°N 14.32526°Ö
- Stora Insyningen, sjö i Marks kommun och Västergötland 57°34′12″N 12°44′57″Ö / 57.56991°N 12.74914°Ö
- Stora Krökingen, sjö i Alingsås kommun och Västergötland 57°58′54″N 12°31′31″Ö / 57.98174°N 12.52535°Ö
- Stora Tofösingen, sjö i Borås kommun och Västergötland 57°34′21″N 12°44′32″Ö / 57.57253°N 12.74223°Ö
- Stora Tränningen, sjö i Vårgårda kommun och Västergötland 57°52′27″N 12°46′28″Ö / 57.87428°N 12.77444°Ö
- Svältingen, sjö i Karlsborgs kommun och Västergötland 58°44′10″N 14°25′49″Ö / 58.73620°N 14.43033°Ö
- Sänningen, Västergötland, sjö i Töreboda kommun och Västergötland 58°45′46″N 14°20′01″Ö / 58.76278°N 14.33354°Ö
- Utgravningen, sjö i Ale kommun och Västergötland 58°03′27″N 12°22′43″Ö / 58.05756°N 12.37855°Ö
- Ärtingen (Borås), sjö i Borås kommun och Västergötland 57°49′50″N 12°57′20″Ö / 57.83068°N 12.95561°Ö
- Flyttingen, sjö i Ydre kommun och Östergötland 57°47′52″N 15°24′08″Ö / 57.79769°N 15.40228°Ö
- Glimmingen, sjö i Kinda kommun och Östergötland 57°56′00″N 15°34′21″Ö / 57.93325°N 15.57243°Ö
- Lilla Frödingen, sjö i Åtvidabergs kommun och Östergötland 58°17′38″N 16°11′54″Ö / 58.29397°N 16.19821°Ö
- Lilla Mysingen, Östergötland, sjö i Söderköpings kommun och Östergötland 58°19′03″N 16°12′56″Ö / 58.31743°N 16.21554°Ö
- Löningen, Östergötland, sjö i Boxholms kommun och Östergötland 58°10′00″N 14°58′41″Ö / 58.16654°N 14.97794°Ö
- Nidingen, Östergötland, sjö i Kinda kommun och Östergötland 57°51′58″N 16°00′29″Ö / 57.86605°N 16.00805°Ö
- Rummingen, sjö i Kinda kommun och Östergötland 57°55′01″N 15°36′23″Ö / 57.91687°N 15.60645°Ö
- Stora Frödingen, sjö i Åtvidabergs kommun och Östergötland 58°17′16″N 16°12′23″Ö / 58.28775°N 16.20633°Ö
- Stora Mysingen, Östergötland, sjö i Söderköpings kommun och Östergötland 58°19′11″N 16°12′28″Ö / 58.31961°N 16.20771°Ö
- Stora Nidingen, sjö i Kinda kommun och Östergötland 57°51′05″N 15°52′35″Ö / 57.85129°N 15.87627°Ö
- Vinningen, sjö i Ydre kommun och Östergötland 57°55′43″N 15°16′25″Ö / 57.92866°N 15.27373°Ö
- Yxningen, sjö i Valdemarsviks kommun och Östergötland 58°15′43″N 16°20′35″Ö / 58.26184°N 16.34300°Ö
- Kleningen, sjö i Dals-Eds kommun och Dalsland 59°01′03″N 11°46′19″Ö / 59.01746°N 11.77185°Ö
- Lilla Lysingen, Dalsland, sjö i Färgelanda kommun och Dalsland 58°40′52″N 12°08′03″Ö / 58.68113°N 12.13424°Ö
- Stora Lysingen, Dalsland, sjö i Färgelanda kommun och Dalsland 58°40′40″N 12°08′29″Ö / 58.67764°N 12.14133°Ö
- Ärtingen (Bengtsfors), sjö i Bengtsfors kommun och Dalsland 59°01′03″N 12°10′38″Ö / 59.01760°N 12.17716°Ö
- Hissingen, sjö i Katrineholms kommun och Södermanland 59°04′05″N 16°10′17″Ö / 59.06818°N 16.17126°Ö
- Klämmingen, sjö i Gnesta kommun och Södermanland 59°07′19″N 17°15′17″Ö / 59.12184°N 17.25462°Ö
- Lilla Hedningen, sjö i Gnesta kommun och Södermanland 59°07′07″N 17°17′10″Ö / 59.11861°N 17.28609°Ö
- Nedingen, sjö i Flens kommun och Södermanland 59°05′45″N 16°40′56″Ö / 59.09590°N 16.68225°Ö
- Stora Hedningen, sjö i Gnesta kommun och Södermanland 59°07′14″N 17°16′46″Ö / 59.12066°N 17.27954°Ö
- Tryningen, sjö i Katrineholms kommun och Södermanland 59°09′01″N 16°17′51″Ö / 59.15017°N 16.29743°Ö
- Vittingen, Södermanland, sjö i Gnesta kommun och Södermanland 58°59′35″N 17°16′44″Ö / 58.99299°N 17.27896°Ö
- Stora Ymningen, sjö i Örebro kommun och Närke 59°22′00″N 14°53′07″Ö / 59.36661°N 14.88521°Ö
- Gröningen, Västmanland, sjö i Lindesbergs kommun och Västmanland 59°37′19″N 15°28′19″Ö / 59.62194°N 15.47202°Ö
- Åmänningen, sjö i Fagersta kommun och Västmanland 59°55′57″N 15°58′20″Ö / 59.93238°N 15.97218°Ö
- Däningen, sjö i Norrtälje kommun och Uppland 59°37′01″N 18°31′15″Ö / 59.61687°N 18.52089°Ö
- Fysingen, sjö i Sigtuna kommun och Uppland 59°33′55″N 17°55′26″Ö / 59.56530°N 17.92388°Ö
- Norr-Giningen, sjö i Uppsala kommun och Uppland 60°00′20″N 18°13′08″Ö / 60.00568°N 18.21897°Ö
- Norra Flänningen, sjö i Heby kommun och Uppland 60°14′24″N 17°11′07″Ö / 60.24009°N 17.18527°Ö
- Närdingen, sjö i Norrtälje kommun och Uppland 59°55′26″N 18°37′26″Ö / 59.92384°N 18.62376°Ö
- Slänningen, sjö i Norrtälje kommun och Uppland 59°47′07″N 18°37′12″Ö / 59.78516°N 18.62007°Ö
- Snävingen, sjö i Norrtälje kommun och Uppland 59°37′26″N 18°27′05″Ö / 59.62395°N 18.45143°Ö
- Stora Nyttingen, sjö i Heby kommun och Uppland 60°04′05″N 16°44′33″Ö / 60.06802°N 16.74237°Ö
- Svartingen, sjö i Norrtälje kommun och Uppland 59°37′40″N 18°37′01″Ö / 59.62778°N 18.61699°Ö
- Syningen, sjö i Norrtälje kommun och Uppland 59°45′42″N 18°21′57″Ö / 59.76180°N 18.36584°Ö
- Söder-Giningen, sjö i Uppsala kommun och Uppland 59°57′27″N 18°15′46″Ö / 59.95755°N 18.26274°Ö
- Södra Flänningen, sjö i Heby kommun och Uppland 60°14′11″N 17°11′05″Ö / 60.23650°N 17.18476°Ö
- Grytingen, sjö i Storfors kommun och Värmland 59°27′13″N 14°08′09″Ö / 59.45352°N 14.13573°Ö
- Höningen, sjö i Arvika kommun och Värmland 59°23′41″N 12°43′42″Ö / 59.39469°N 12.72840°Ö
- Lilla Bressingen, sjö i Karlskoga kommun och Värmland 59°15′17″N 14°35′44″Ö / 59.25480°N 14.59548°Ö
- Lilla Grytingen, sjö i Storfors kommun och Värmland 59°30′44″N 14°22′52″Ö / 59.51218°N 14.38102°Ö
- Lilla Lysingen, Värmland, sjö i Karlskoga kommun och Värmland 59°16′10″N 14°35′46″Ö / 59.26935°N 14.59619°Ö
- Lilla Rämmingen, sjö i Arvika kommun och Värmland 59°25′32″N 12°31′51″Ö / 59.42564°N 12.53095°Ö
- Stora Bressingen, sjö i Karlskoga kommun och Värmland 59°15′23″N 14°36′11″Ö / 59.25649°N 14.60314°Ö
- Stora Gryttingen, sjö i Karlskoga kommun och Värmland 59°30′18″N 14°23′47″Ö / 59.50498°N 14.39633°Ö
- Stora Lysingen, Värmland, sjö i Karlskoga kommun och Värmland 59°16′41″N 14°35′27″Ö / 59.27819°N 14.59097°Ö
- Stora Rämmingen, sjö i Arvika kommun och Värmland 59°24′58″N 12°30′40″Ö / 59.41615°N 12.51107°Ö
- Bäsingen, sjö i Avesta kommun och Dalarna 60°09′02″N 16°21′36″Ö / 60.15060°N 16.35998°Ö
- Förningen, sjö i Falu kommun och Dalarna 60°43′35″N 15°40′58″Ö / 60.72637°N 15.68270°Ö
- Glaningen, sjö i Ludvika kommun och Dalarna 60°07′10″N 15°02′40″Ö / 60.11941°N 15.04449°Ö
- Klysningen, sjö i Ludvika kommun och Dalarna 60°13′37″N 15°11′13″Ö / 60.22705°N 15.18690°Ö
- Lysingen, sjö i Falu kommun och Dalarna 60°34′53″N 15°56′31″Ö / 60.58150°N 15.94193°Ö
- Mysingen, Dalarna, sjö i Falu kommun och Dalarna 60°33′31″N 15°52′09″Ö / 60.55849°N 15.86928°Ö
- Töfsingen, sjö i Älvdalens kommun och Dalarna 62°10′46″N 12°28′46″Ö / 62.17944°N 12.47937°Ö
- Fetingen, sjö i Ljusdals kommun och Hälsingland 61°40′17″N 15°17′13″Ö / 61.67148°N 15.28696°Ö
- Gräningen (Järvsö socken, Hälsingland), sjö i Ljusdals kommun och Hälsingland 61°41′43″N 15°51′53″Ö / 61.69533°N 15.86478°Ö
- Gräningen (Ramsjö socken, Hälsingland), sjö i Ljusdals kommun och Hälsingland 62°13′36″N 15°24′31″Ö / 62.22660°N 15.40858°Ö
- Lill-Gröningen, sjö i Härjedalens kommun och Hälsingland 61°53′38″N 14°59′32″Ö / 61.89376°N 14.99220°Ö
- Lill-Gröningen, sjö i Krokoms kommun, 63°24′38″N 14°05′19″Ö / 63.4106°N 14.0885°Ö
- Lilla Mysingen, Hälsingland, sjö i Ljusdals kommun och Hälsingland 61°45′12″N 15°28′30″Ö / 61.75345°N 15.47490°Ö
- Mutingen, sjö i Bollnäs kommun och Hälsingland 61°15′35″N 16°18′09″Ö / 61.25967°N 16.30243°Ö
- Mytingen, Hälsingland, sjö i Ljusdals kommun och Hälsingland 61°38′04″N 15°31′19″Ö / 61.63457°N 15.52181°Ö
- Norrbränningen, sjö i Söderhamns kommun och Hälsingland 61°09′31″N 16°59′46″Ö / 61.15861°N 16.99612°Ö
- Ränningen, sjö i Bollnäs kommun och Hälsingland 61°35′09″N 16°30′53″Ö / 61.58592°N 16.51477°Ö
- Stor-Gröningen, sjö i Härjedalens kommun, 61°52′49″N 15°00′33″Ö / 61.8802°N 15.0091°Ö (41,6 ha)
- Stor-Gröningen, sjö i Krokoms kommun, 63°24′43″N 14°04′08″Ö / 63.4119°N 14.069°Ö (45,3 ha)
- Stor-Mytingen, sjö i Ljusdals kommun och Hälsingland 61°45′19″N 15°59′30″Ö / 61.75516°N 15.99155°Ö
- Stor-Öjingen, sjö i Härjedalens kommun och Hälsingland 61°55′10″N 14°58′14″Ö / 61.91947°N 14.97058°Ö
- Stora Mysingen, Hälsingland, sjö i Ljusdals kommun och Hälsingland 61°45′00″N 15°27′22″Ö / 61.74999°N 15.45600°Ö
- Stybbingen, sjö i Ljusdals kommun och Hälsingland 61°50′34″N 15°29′15″Ö / 61.84268°N 15.48742°Ö
- Sänningen, Hälsingland, sjö i Ljusdals kommun och Hälsingland 62°05′44″N 15°54′10″Ö / 62.09560°N 15.90269°Ö
- Sörbränningen, sjö i Söderhamns kommun och Hälsingland 61°08′13″N 16°59′30″Ö / 61.13702°N 16.99160°Ö
- Trerönningen, sjö i Ljusdals kommun och Hälsingland 61°42′31″N 15°47′50″Ö / 61.70863°N 15.79732°Ö
- Trubbingen, sjö i Ljusdals kommun och Hälsingland 61°37′53″N 14°31′48″Ö / 61.63143°N 14.53009°Ö
- Tälningen, sjö i Ovanåkers kommun och Hälsingland 61°13′37″N 15°45′07″Ö / 61.22700°N 15.75204°Ö
- Övre Tälningen, sjö i Ovanåkers kommun och Hälsingland 61°15′21″N 15°39′10″Ö / 61.25591°N 15.65287°Ö
- Gröningen, Härjedalen, sjö i Härjedalens kommun och Härjedalen 61°53′00″N 14°25′43″Ö / 61.88326°N 14.42872°Ö
- Mytingen, Härjedalen, sjö i Härjedalens kommun och Härjedalen 62°17′47″N 14°49′38″Ö / 62.29631°N 14.82716°Ö
- Röingen, sjö i Härjedalens kommun och Härjedalen 62°13′51″N 13°02′51″Ö / 62.23089°N 13.04741°Ö
- Finningen, sjö i Krokoms kommun och Jämtland 63°40′13″N 13°17′15″Ö / 63.67022°N 13.28752°Ö
- Friningen, sjö i Strömsunds kommun och Jämtland 64°45′23″N 14°31′06″Ö / 64.75626°N 14.51824°Ö
- Graningen, sjö i Bräcke kommun och Jämtland 62°56′41″N 15°38′38″Ö / 62.94468°N 15.64390°Ö
- Greningen, sjö i Åre kommun och Jämtland 63°21′17″N 12°53′00″Ö / 63.35480°N 12.88338°Ö
- Grötingen, sjö i Bräcke kommun och Jämtland 62°51′45″N 15°28′57″Ö / 62.86258°N 15.48250°Ö
- Gudingen, Jämtland, sjö i Åre kommun och Jämtland 63°06′41″N 13°39′20″Ö / 63.11131°N 13.65555°Ö
- Lill-Grönningen, sjö i Krokoms kommun och Jämtland 63°24′38″N 14°05′18″Ö / 63.41056°N 14.08847°Ö
- Lill-Gudingen, sjö i Åre kommun och Jämtland 63°06′40″N 13°38′49″Ö / 63.11118°N 13.64703°Ö
- Lill-Kingen, sjö i Krokoms kommun och Jämtland 63°59′24″N 13°58′14″Ö / 63.99013°N 13.97043°Ö
- Löningen, Jämtland, sjö i Bräcke kommun och Jämtland 62°41′17″N 15°18′47″Ö / 62.68802°N 15.31296°Ö
- Skörvingen, sjö i Bergs kommun och Jämtland 62°44′17″N 14°47′05″Ö / 62.73811°N 14.78478°Ö
- Stor-Grönningen, sjö i Krokoms kommun och Jämtland 63°24′43″N 14°04′08″Ö / 63.41185°N 14.06898°Ö
- Stor-Kingen, sjö i Krokoms kommun och Jämtland 64°00′39″N 13°58′57″Ö / 64.01074°N 13.98237°Ö
- Väster-Mjöingen, sjö i Bergs kommun och Jämtland 62°43′51″N 13°33′36″Ö / 62.73078°N 13.56004°Ö
- Ytter-Neningen, sjö i Strömsunds kommun och Jämtland 63°31′32″N 15°32′44″Ö / 63.52543°N 15.54555°Ö
- Äsingen, sjö i Åre kommun och Jämtland 63°44′56″N 12°26′56″Ö / 63.74881°N 12.44899°Ö
- Ödingen, Jämtland, sjö i Ragunda kommun och Jämtland 62°59′13″N 16°50′45″Ö / 62.98706°N 16.84597°Ö
- Öster-Mjöingen, sjö i Bergs kommun och Jämtland 62°42′02″N 13°40′44″Ö / 62.70049°N 13.67881°Ö
- Över-Neningen, sjö i Strömsunds kommun och Jämtland 63°31′45″N 15°34′24″Ö / 63.52924°N 15.57345°Ö
- Fäningen, sjö i Ånge kommun och Medelpad 62°26′46″N 15°00′19″Ö / 62.44623°N 15.00530°Ö
- Lill-Skärvingen, sjö i Ånge kommun och Medelpad 62°33′05″N 16°15′20″Ö / 62.55143°N 16.25558°Ö
- Medingen, sjö i Ånge kommun och Medelpad 62°23′14″N 15°09′14″Ö / 62.38715°N 15.15399°Ö
- Mingen, sjö i Sundsvalls kommun och Medelpad 62°13′58″N 17°27′08″Ö / 62.23267°N 17.45215°Ö
- Skärvingen, Medelpad, sjö i Ånge kommun och Medelpad 62°32′57″N 16°15′02″Ö / 62.54903°N 16.25049°Ö
- Åmingen, sjö i Sundsvalls kommun och Medelpad 62°13′09″N 16°53′39″Ö / 62.21923°N 16.89405°Ö
- Fölsingen, sjö i Härnösands kommun och Ångermanland 62°30′36″N 17°50′36″Ö / 62.51003°N 17.84331°Ö
- Gröningen, Ångermanland, sjö i Sollefteå kommun och Ångermanland 63°21′02″N 16°43′26″Ö / 63.35047°N 16.72383°Ö
- Gösingen, sjö i Sollefteå kommun och Ångermanland 63°38′42″N 17°02′23″Ö / 63.64489°N 17.03971°Ö
- Äxingen, sjö i Sollefteå kommun och Ångermanland 63°38′50″N 16°06′07″Ö / 63.64710°N 16.10207°Ö
- Gammbåtlänningen, sjö i Umeå kommun och Västerbotten 63°42′35″N 20°25′05″Ö / 63.70985°N 20.41816°Ö
- Hörningen, Västerbotten, sjö i Vindelns kommun och Västerbotten 64°21′47″N 19°18′35″Ö / 64.36311°N 19.30971°Ö
- Inre-Hemmingen, sjö i Norsjö kommun och Västerbotten 64°47′11″N 19°38′02″Ö / 64.78642°N 19.63391°Ö
- Välvingen, sjö i Umeå kommun och Västerbotten 63°48′24″N 19°42′02″Ö / 63.80680°N 19.70049°Ö
- Yttre-Hemmingen, sjö i Norsjö kommun och Västerbotten 64°46′37″N 19°38′37″Ö / 64.77691°N 19.64372°Ö
- Lilla Varningen, sjö i Överkalix kommun och Norrbotten 66°41′27″N 22°04′10″Ö / 66.69087°N 22.06944°Ö
- Varningen, sjö i Överkalix kommun och Norrbotten 66°41′14″N 22°04′50″Ö / 66.68718°N 22.08055°Ö